# Ménas
Svatý Ménas (řecky Μηνάς, uváděn i jako Minas nebo Mennas; kolem 500, Alexandria – 24. srpna 552 Konstantinopol) byl konstantinopolský patriarcha v letech 536 až 552. Katolickou i pravoslavnou církví je uctíván jako svatý. Martyrologium Romanum ho připomíná 25. srpna, synaxář 24. srpna. Během jeho pontifikátu byly vysvěceny nejvýznamnější konstantinopolské a byzantské chrámy, Hagia Sofia a Chrám svatých apoštolů.

## Život
Ménas se narodil v egyptské Alexandrii. V Konstantinopoli působil jako kněz a xenodochos. Spravoval hospic (xenodocheion) Hagios Samson. Podle legendy měl ze závažné nemoci vyléčit císaře Justiniána I. V roce 536 byl papežem Agapetem I. vysvěcen na biskupa, Agapetus mu předložil k vyznání vyznání víry s Hormizdovou formulí a klauzulí o primátu Říma. Biskupem byl Ménas jmenován 13. března. Krátce poté, co Ménas spolu s Agapetem svolali synod, který měl řešit případ předchozího patriarchy Anthima a monofyzitů, Agapetus zemřel. Synodu proto předsedal Ménas. Synod za účasti západních biskupů a papežských legátů Anthima exkomunikoval a uvalil na něj a jeho přívržence kletbu.
Poté, co vypukl spor o Třech kapitolách, předsedal Ménas synodu, který je v duchu císařského ediktu v roce 543 odsoudil. Proti tomu se postavil papež Vigilius, v důsledku čehož Ménas na Justiniánův nátlak odstranil papežovo jméno z konstantinopolských diptychů (přímluv při bohoslužbách). Ke smíru došlo v červnu 547, kdy se papež Vigilius zavázal Tři kapitoly odsoudit.
V roce 550 však Vigilius svůj výrok odvolal a Ména znovu exkomunikoval. V roce 551 vydal Justinián druhý edikt, kterým Tři kapitoly zakázal a Ménas císařovu náboženskou politiku odsouhlasil. Smír nastal v roce 552, kdy Ménas přijal vyznání víry uznávající první čtyři ekumenické koncily. Ménas zemřel 24. srpna 552 během pobytu římského biskupa Vigilia v Konstantinopoli. Druhého konstantinopolského koncilu se už nedožil.

## Dílo
Ménas je autorem několika dopisů: Libellus fidei, Mandatum, Epistula ad Anthimum, Sententi contra Anthimum, Sententi contra Severum et Petrum Aapamaeensem, Epistula ad Petrum Hierosolymitanum, Libellus professionis ad Vigilium papam.